# Обен Сен Васт
Обен Сен Васт (фр. Aubin-Saint-Vaast) насеље је и општина у североисточној Француској у региону Север-Па де Кале, у департману Па де Кале која припада префектури Montreuil.
По подацима из 2011. године у општини је живело 750 становника, а густина насељености је износила 111,94 становника/km². Општина се простире на површини од 6,7 km². Налази се на средњој надморској висини од 24 метара (максималној 119 m, а минималној 17 m).

## Демографија
| 1962. | 1968. | 1975. | 1982. | 1990. | 1999. | 2011. |
| ----- | ----- | ----- | ----- | ----- | ----- | ----- |
| 584   | 678   | 708   | 735   | 710   | 756   | 750   |

График промене броја становника у току последњих година